# ROKS Donghae (FFG-822)
Pour les articles homonymes, voir ROKS Donghae.
La ROKS Donghae (FFG-822) est une frégate de la marine de la république de Corée, quatrième navire de la classe Daegu. Elle est nommée d’après la ville de Donghae.

## Conception
La classe Daegu est une variante améliorée des frégates de classe Incheon. Les modifications apportées à la classe Incheon comprennent un système de sonar à réseau remorqué TB-250K et un système de lancement vertical coréen (K-VLS) à 16 tubes, capable de déployer le K-SAAM, le missile anti-sous-marin Hong Sang Eo et les missiles de croisière tactiques d’attaque terrestre Haeryong.
La conception de la coque est globalement basée sur celle de la classe Incheon. Cependant, dans le cadre des modifications du système d'armes, la superstructure a été considérablement modifiée. Le hangar et le pont d'envol pour hélicoptère ont été agrandis pour permettre l’exploitation d’un hélicoptère de 10 tonnes,.

## Carrière
La ROKS Donghae a été construite par Hyundai Heavy Industries, lancée le 29 avril 2020 et mise en service le 10 novembre 2021, lors d’une cérémonie qui a eu lieu à la base navale de Jinhae, à l’est de Pusan, dans le sud de la Corée du Sud. La frégate appartient à la première flotte de la marine de la république de Corée. Basée à Donghae, la Première flotte se concentre sur la mer Orientale (mer du Japon),.